# Adalbert (arcybiskup Hamburga)
Adalbert (ur. ok. 1000 r., zm. 16 marca 1072 w Goslar) – arcybiskup Hamburga-Bremy od 1043 roku, bliski współpracownik i jedna z najważniejszych postaci na dworze królów Niemiec w połowie XI wieku.

## Życie
Adalbert pochodził z turyńskiego rodu hrabiów Goseck, prawdopodobnie spokrewnionych z późniejszymi Wettinami. Przeznaczony przez matkę do kariery duchownej i oddany do szkoły katedralnej w Halberstadt, został tam kanonikiem, a w 1032 roku prepozytem. W 1043 roku król niemiecki (i późniejszy cesarz) Henryk III Salicki wyznaczył go na arcybiskupa Hamburga-Bremy. Od tego momentu Adalbert był ważną postacią na królewskim dworze (m.in. kluczowym wykonawcą polityki Henryka w północnej Rzeszy), a także zaczął realizować szeroko zakrojone plany związane z rozwojem objętej przez siebie diecezji.
W 1045 roku prawdopodobnie uczestniczył w wyprawie króla przeciwko Lucicom, z kolei w 1046 roku był z nim w Rzymie. Być może to on był Adalbertem, wymienianym w źródłach jako cesarski kanclerz Włoch. Podczas wyprawy włoskiej Henryk III zaproponował Adalbertowi nawet stanowisko papieża, Adalbert jednak odmówił, wysuwając zamiast siebie swego przyjaciela Suidgera (późniejszego Klemensa II). Główny swój wysiłek kierował jednak na rozwój diecezji.
Podjął intensywną pracę ewangelizacyjną w Skandynawii (wysyłał misje także do Finlandii, na Orkady, Islandię i Grenlandię) oraz wśród Słowian, gdzie wspomagał je chrześcijański książę Obodrytów Gotszalk. Plany władców skandynawskich, którzy pragnęli uzyskać własne arcybiskupstwa, uniezależniając się w ten sposób od arcybiskupa Hamburga-Bremy Adalbert (którego zgoda była niezbędna do utworzenia nowych arcybiskupstw na terenie jego archidiecezji) wykorzystał w celu realizacji zamiaru przekształcenia Hamburga w centrum patriarchatu Północy – który nadal posiadałby zwierzchnictwo nad planowanymi arcybiskupstwami skandynawskimi. W tym celu planował rozwój sieci swych sufraganii na całym tym obszarze (łącznie z Grenlandią). Ostatecznie plany Adalberta się nie powiodły z uwagi na opór Rzymu – co prawda zależność kościoła skandynawskiego wobec Hamburga została utrzymana (żadnego arcybiskupstwa nie powołano), Adalbert zdołał uzyskać od papieża Leona IX jedynie tytuły legata papieskiego oraz wikariusza apostolskiego (1053). Z kolei wśród Słowian ok. 1060 roku założył dwie nowe sufraganie, w Ratzeburgu i Mecklenburgu.
Myśląc o pozycji Hamburga w hierarchii Kościoła, Adalbert jednocześnie starał się o umocnienie potęgi materialnej biskupstwa. Od polegającego na nim Henryka III uzyskiwał liczne nadania dóbr. Na tle konkurencji o świeckie wpływy w północnej Rzeszy powstała wrogość między Adalbertem a książętami saskimi z rodu Billungów. Jednak za życia Henryka III, cesarz udzielał arcybiskupowi oparcia w tym konflikcie.
Gdy Henryk III zmarł w 1056 roku, regencję nad małoletnim królem Henrykiem IV objęła jego matka, cesarzowa Agnieszka, a Adalbert utracił swoją pozycję na dworze. Sytuacja zmieniła się na początku lat 60., gdy wskutek zamachu kontrolę nad młodym królem przejął arcybiskup Kolonii Anno. Prawdopodobnie początkowo Adalbert współpracował z Annonem, jednak obaj pozostali rywalami, a w 1063 r. Adalbert zdołał odsunąć Annona od króla, na którego zdobył duży wpływ, i samemu przejąć kontrolę nad Rzeszą. Swoją ówczesną pozycję wykorzystywał do znacznego rozszerzania zasięgu posiadłości arcybiskupstwa, podporządkował sobie m.in. hrabstwo Stade, opactwa Korbei i Lorsch, Duisburg.
Tak znaczący wzrost potęgi Adalberta spotkał się z żywą opozycją innych dostojników świeckich i kościelnych Rzeszy (z arcybiskupami Kolonii i Moguncji na czele), która zdołała na sejmie w styczniu 1066 roku doprowadzić do jego usunięcia z dworu królewskiego. Diecezję Adalberta najechali i spustoszyli Billungowie, Adalbert musiał uciekać na pół roku do Goslaru. Także wśród Obodrytów wybuchło powstanie pogańskie, podczas którego zginął książę Gotszalk, a efekty dotychczasowej pracy ewangelizacyjnej (w tym ustanowiona krótko wcześniej organizacja kościelna) zostały całkiem zniweczone. Co więcej, efektem powstania było zniszczenie Hamburga.
W 1069 roku Adalbert został wezwany na powrót na dwór królewski, zdołał odzyskać także część odebranych mu dóbr oraz częściowo odbudowywał swoje wpływy polityczne. Powrócił także do planów powiększenia znaczenia diecezji. Na przeszkodzie tym zamierzeniom stanęła jednak rychła śmierć arcybiskupa. Pochowany został w katedrze w Bremie.